# Технички универзитет у Гдањску
Технички универзитет у Гдањску (пољ. Politechnika Gdańska) је један од водећих техничких универзитета у Пољској, укључујући Померанију.

Технички универзитет у Гдањскy, основан у 1904, један је од најстаријих аутономних државних универзитета, један од најстаријих универзитета у Европи и најстарији технички универзитет у Пољској. Састоји се од 9 факултета, где око 25 хиљада студената похађа редовне и ванредне студије. Број запослених је више него 2600 људи, од којих 1200 су наставници и научни сарадници.
Већина одељења имају академска права, тј. њихови научни савети имају право давати научна звања: доктора и ванредног доктора, такође професора.
Технички универзитет је један од светских организатора међународних конференција, симпозијума, семинара. Према глобалном рангирању Webometrics Ranking of World Universities универзитета у свету за јануар 2014, који спроводи шпански институт Consejo Superior de Investigaciones Científicas, Технички универзитет у Гдањску се налази на 4. месту између техничких факултета у Пољској и на 610. месту на листи најбољих светских универзитета.
У националним рејтингама универзитет занима једно од водећих места између пољским универзитетима: 
- Атрактивност за кандидате, иако субјективни критеријум, игра огромну улогу у сектору високог образовања у Пољској (друго место по рејтингу);
- Трећу годину заредом најпопуларнији је универзитет према оцене Министарства за науку и високо образовање[мртва веза][5]. Дипломирани студенти Техничког универзитета зарађују високе плате (треће место у Пољској).
- Четврто место на рејтингу најбољих универзитета међу универзитетима, чији дипломирани постају менаџери по новинама Rzeczpospolita [6]
- Други у редоследу међу универзитетима, који обучава студенте докторских студија, победник конкурса  PRODOK [7]
- Друго место између најкреативнијих, сналажљивих и иновативних дипломираних. Универзитет добија цертификат "Универзитет за лидере" из Фонда за развој научног и високог образовања Пољске, као из Агенције PR management Przemysław Ruta Communication.
- Државна комисија за акредитацију и Министарство за науку и високо образовање у Пољској дали су звање најбољег Хемијског факултета у Пољској.

Технички универзитет у Гдањску организује много државних и мећународних конференција, симпозијума и семинара. Студенти имају прилику за размену у иностранству. Међународна Академска Сарадња сакупља и обезбеђује информације о мећународним програмима, о могућности студирања у иностранстсву и о упису страних студената.
Активна улога студената на Техничком универзитету остварује се кроз парламент и културну делатност. У 60-их 20. стољећа основано је први независни Студентски Парламент. 
Слоган Техничког универзитета у Гдањску је: «Технички yниверзитет са маштом и будућношћу».

## Седиште гдањског техничког универзитета
Технички универзитет се налази у Гдањску, у центру округа Wrzeszcz (Вжешч), области, која је лако доступна из свих подручја Тројмјаста. Гдањск је главни град Гдањске агломерације (Тројмјасто) и заједно са Сопотом и Гдиње формира конурбацију са укупном популацијом од 750.000 становника
Гдањск је седиште Поморског војводства и најзначнија је у Пољској лука на Балтичком мору. Шести је по велечини град у Пољској и има столетну традицију. Гдањск је културни, образовни, индустријски и туристички центар регије. Усред 21 свеучилишта у Гдањску студира око 64 хиљада студената, па 25 хиљада од њих су студенти Техничког универзитета. 
Према попису становништва из 2013 године у граду живи 460.815 становника. Гдањск је популаран са хиљаду година историје, а стари град привлача архитектуром што више људи. 
Већина локалне производње је бродоградња и ремонт бродова, као и све врсте водног транспорта, који превозе робу или путнике. Град има две луке. Једна од њих, Нова лука (Nowy Port) је центар производње бродова и пловила, укупности металуршких и хемијских предузећа. Друга, Северна лука највећа је лука у Пољској и бави се експортом угља и импортом нафте. У 1980 години Бродоградилиште у Гдањску био је центар побуне и место, где настала је Солидарност, која са лидером [Лех Валенса|Лехом Валенсом] довела је у 1989 години до распада комунистичке партије. 

### Кампус
Поред главне зграде Техничког универзитета, која се налази на улици Нарутовича 11/12, у универзитетском кампусу налазе се остали факултети, административне зграде и студентска дома, смештене у околини улице: Траугутта, До Стуђенки, Фишера и Алеје Победе. 
Архитекти претпостављали су да университетске зграде биће намењене за 600 ученика и да постоји могућност за повећање броја до 1000. Церемонија полагања камена темељца за градњу Техничког универзитета у Гдањску одржала се 7. јуна 1900. године. Током четири године подижене су зграде на простору 6,4 хектара. Тренутно у саставу универзитетског кампуса је неколико историјских и савремених зграда на просторији са површином око 77 хектара. На универзитету студира око 27 хиљада студената и више од 1200 научних радника.
На кампусу у прекрасном окружењу налазе се како модерне зграде тако и историјске изградње. Симбол универзитета је монументална главна зграда, у стилу холандске нео-ренесансе, изграђен почетком 20. века. Ову зграду је пројектовао Алберт Царстен, чувени архитект и универзитетски професор. Током Другог светског рата изгорео је више од 60% површине и 70% крова зграде. Остала је само метална конструкција. Реконструкција сахат-кула била је стално одложена. После 67 година, односно 13. маја 2012, кула је потпуно обновљена и враћена у своје бивше место у главној згради.

Технички универзитет у Гдањску се константно развија. Почела је изградња додатних зграда. Неки од објеката, споменике, су савршено у комбинацији са модерним зградама, кабинетима и лабораторијама, које су опремљене најновијом технологијом. Резултат, који се може посматрати и данас, је још развој дизајна ентеријера новог Лабораторија за иновативне електроенергетске системе и за интеграцију обновљивих извора енергије, у којима одржаваће се истраживање о спровођењу и примени индустријских патената у савременој електроенергетике. 
У 2014 години почео је радити комплекс, који чине Центар за нанотехнологију Архивирано на веб-сајту  (25. јул 2014) (зграда Б), Центар за обуку математичке и учење на даљину путем Интернета, као и подземни паркинг за 50 места.
На територији кампуса налазе се:
1. Центар за нанотехнологијy, у којем се налазе 25 савремених лабораторија, опремљених јединственим савременом опремом за истраживање атома;
2. Центар Интеризон Архивирано на веб-сајту  (3. април 2014) - Поморски ИКТ кластер информационе и комуникационе технологије у којем структура има 140 регионалних предузећа у области информационих технологије. Сматра се да кластер расте најбрже међу осталим у Пољској;
3. Математички центар за учење путем Интернета[мртва веза], која користи најновије ИТ технологије концепције математичког моделирања и анализе визуелних података;
4. Центар за информатизацију академске рачунарске мреже тројмјаста]], који је и центар моћних сервера. Уз помоћ којих је могући доступ к свим информационим ресурсима, укључујући дигиталне рачунарске системе, као и сва одељења Универзитета;
5. Центар за трансфер науке и технологије Архивирано на веб-сајту  (3. април 2014), која пружи подршку иновационе делатности универзитета;
6. Универзитетски спортски центар, који подржава спортске објекте на највишем нивоу и доступан је свим студентима и особљу универзитета;

## Најновије достигнућа
Цибер-око 
Интерфејс се користи за дијагнозу и лечење људе у коми. Био је пољски "Проналазак 2013 године". 
MedEye
Систем који подржава ендоскопску дијагностику гастроинтестиналног тракта. Тренутно, ендоскопски прегледи могу бити изведени коришћењем капсуле која садржи унутра електронски уређај опремљен камером и бежичном предајником. Пацијент гута капсулу, која путује кроз тело од неколико сати до неколико дана. MedEye систем помаже лекару, јер садржи спремиште снимака ендоскопске (скоро 5 000 случајева). У око 15 минута снимања показује тамо где је рак, крварење, полип, или друге болести гастроинтестиналног тракта. Шта више обавештење о завршетку анализе лекара добија путем СМС поруке или електронске поште. 

 Асистент старих и болесних 
Помоћник старих и болесних је скуп дискретних уређаја за надзор у свакодневним људским активностима. Са различитим врстама детектора и сензора асистент сакупља информације. У ситуацији када су подаци значајно одступају од норме, систем упозорава особу која се брине о болеснима. 
 Облоге за тешко зарастајуће ране 
Они изгледају као сунђер, или имају форму хидрогела. Нова генерација облога за ране се углавном користи за тешко зарастајуће ране на кожи, посебно оних који су заражени Златним стафилококом. Одличан је антиоксидант и има високу моћ апсорпције. Материјал може да се употреби у козметологији и у ветеринарској медицини. 
 SentiOne 
Алат који одговара на питање како тема, компанија, бренд, догађај или особа се види на Интернету. Већ сарађивају са више од 500 великих, средњих и локалних брендова (са Нивеа, Procter & Gamble, Polkomtel и Allegro). То помаже у спречавању репутације кризе.

## Историјат
Развој Техничког универзитета у Гдањску:
1904-1918 - Краљевски Технички Универзитет у Гдањску (Königliche Technische Hochschule zu Danzig).
Универзитет су чинили шест факултета:
1. Факултет за архитектуру
2. Факултет за грађевинарство
3. Факултет за машинство и електротехнику
4. Факултет бродоградње и уградњу бродских машина
5. Факултет за хемију
6. Факултет опште науке

1918-1921 - Висока техничка школа у Гдањску (Technische Hochschule in Danzig).
1921-1939 - Висока техничка школа Свободнога Града Данцинга (Technische Hochschule der Freien Stadt Danzig)
Преко увођењу 1. августа 1922. промена у статуту, у правилама и у организацији оснивали су се 3 факултета уместо 6:
- I факултет за опште науке
- II факултет за грађевинарство
- III факултет за машинску технику, бродоградње и електротехнике.

У академској 1926/1927. години назив III факултета се променио на Факултет за машинство и грађевинарство, електротехнике, бродоградњу и ваздухоплоство. У школској 1938/1939 години назив се променио на Машински факултет.
1939/1941 - Техничка Висока Школа Гдањск (Technische Hochschule Danzig)
1941/1945 - Висока Школа Рејха у Гдањску (Reichshochschule Danzig)
од 24. маја 1945. године – Технички универзитет у Гдањску
1900 - церемонија полагања камена темељца Техничког универзитета у Гдањску
2014 - Технички универзитет у Гдањску слави 110 година универзитета 
2020 - Smart University

## Хевелијус и Фаренхајт - покровитељи Техничког универзитета у Гдањску
Јохан Хевелије (8.01. 1611. Гдањск - 28.01. 1687. Гдањск) - био је астроном и произвођач инструмената. Рођен је у Померанском војводству у оквиру Државне заједнице Пољске и Литваније и у њему је проживео готово цео свој живот. По рођенију и образовању Хевелије био је Немац, због чега га и Пољаци и Немци сматрају својим научником.
Хевелије је скоро цео свој живот провео у Гдањску. На кућама, у којима је живео, изградио је астрономске опсерваторије. Током године он је опремио уређајима. Највећи телескоп имао дужину од 39 метара и инсталиран је у земљи. Поред тога Хевелије проучавао звезде, планете, комете, он је такође истраживао феномен либратион на површини Месеца - осцилаторно кретање Месеца као што се види са Земље. Јован Хевелије је отац селенографије (географје Месеца) објавивши прво дело које се детаљно бавило описом Месечеве површине 1647. Године. Хевелије је тамне површине на Месецу назвао морима, што је термин који се и данас користи. Приликом картографисања Месеца, открио је појаву либрације. Био је творац највећој светској Астрономској опсерваторији. 
Открио је 9 нових сазвежђа, био је први који је открио четири комете, отворио секуларне промене магнетног деклинације. Био је аутор многих астрономских радова. Такође открио је 4 комете – 1652, 1661, 1672 и 1677. године и претпоставио да се оне крећу око Сунца параболичним (данас знамо да се комете крећу или елиптичним или хиперболичним путањама, док је парабола гранични сличај ове две класе). Кометама је посветио дела  Prodromus cometicus  (1665) и  Cometographia  (1668). Такође је први научник у Пољској, који је постао чланак Краљевског друштва у Лондону за развој знања о природи (енг. The Royal Society of London for the Improvement of Natural Knowledge). 
У 2006. години у области у близини Старог града подигнут је споменик Хевелија, који је пројектовао Јан Шчипка (пољск. Jan Szczypka). 
Данијел Габријел Фаренхајт (24. јун 1688. Гдањск – 16. септембар 1736. Хаг)– је био познати физичар и инжењер, који је радио већи део свог живота у Холандској републици. Проналазач је живиног термометра и температуре Фаренхајта. Фаренхајтова (°F) скала за мерење температуре названа је по њему. Он је развио прецизне термометре. Своје прве термометре пунио је алкохолом, а касније је прешао на жибу и направио још побољшања. 
Фаренхајт је рођен, живео и студирао у Гдањску, у Пољско-литванској заједници. После смрти својих родитеља преселио се у Амстердам, где је наставио да студира физику, спровео истраживање уређајима за мерење температуре и притиска. Истовремено предавао је хемију. 
У 1709 се вратио у Гдањск и живео до 1712, током овог периода био ангажован у истраживањима на развоју уређаја за мерење температуре и притиска. 
Фаренхајт је био први научник у свету који је користо живу у термометру. Описао је феномен топљења леда, показао је да тачка кључања воде зависи од притиска. Такође описао је својства платине; ангажован у оптици, побољшио је телескоп Њутона. 
У 2008. у Гдањску био је постављен стуб Фаренхајта.

## Образовање
Универзитет има за циљ: 
Пружање образовања високог квалитета и обуке за потребуу динамичног развоја привреде и друштва, који је заснован на науци. Одржавање истраживања на највишем међународном нивоу, као и одржавање иновативних решења за друштво, које пре свега узима активну улогу у променама цивилизације, посебно у развоју науке и технологије. 
Приоритети Универзитета -  SMART University 
 С - стратегија 
Финансирање за реализацију стратешких циљева (захтева ЕУ, Пољске и целе Помераније). 
 М - максимална иновација 
Увођење нових механизама, сарадња са организацијама за развој иновативних решења за универзитет и за цели регион.
 О -отворен за све 
Припрема и обука учења Long life learning, имплементација групних пројеката, као и е-леарнингу (онлајн учење) програма обуке, унапређење научних и дидактичких лабораторија и употреба истраживања у пракси. 
 Р - лични развој 
Сви неопходни услови за свестран развој студената, докторанта и научних сарадника. Најактивнији и марљиви добивају награде за успех у школи и на послу. 
 Т - креативан приступ 
Уклањање баријера и административнх тешкоћа захваљујући ефикасним методама, усклађеност културе и формирање креативног процеса рада са иновативним технологијама.

### Предлог за образовање
Високо образовање (I и II степена редовних и ванредних студија) обухвата:
- 43 смерова, укључујући:

- 3 међууниверзитетских смерова
- 2 међууниверзитетских смерова - два јединствене програма: "машинско-медицинска инженерија" и "градежна хемија" 
- последипломске студије (докторат), редовна и ванредна форма студирања
- 56 последипломске програме
- 3 смерова обуке МBA (Master of Business Administration )
- више од 1200 научних сарадника
- више од 27.000 студената.

9 факултета: 
- Архитектонски факултет Архивирано на веб-сајту  (26. јун 2014)
- Факултет за хемију
- Факултет за електронику, телекомуникацију и информатику Архивирано на веб-сајту  (25. јун 2014)
- Факултет за техничку физику и примењену математику
- Факултет за грађевинарство и заштите животне средине Архивирано на веб-сајту  (25. јун 2014)
- Факултет за механику Архивирано на веб-сајту  (25. јун 2014)
- Факултет за океан инжењерство и бродоградње Архивирано на веб-сајту  (25. јун 2014)
- Факултет за менаџмент и економију Архивирано на веб-сајту  (26. јул 2014)

Факултет за електронику, телекомуникацијy и информатику (раније Факултет за електронику) је највећа од факултетаа универзитета, тренутно се састоји од 16 катедра, где студира око 3.000 студената на мастер академске студије, основне академске студије и докторске академске студије. 
У академској 2008/2009. години највећи факлултет према броја студената био је Факултет за грађевинарство и заштите животне средине, где је студирао више од 4.000 студената.

### Нови модел образовања - инжењер будућности
Технички универзитет у Гдањску победио је у конкурсу Европског фонда за реализацију пројеката "инжењер будућности". Пројекат обухвата нови модел образовања, концентрирован на реализацију пројеката у групи и стицање способности као што су добра сарадња, спремност да се преузме ризик и аналитички приступ решавању проблема. Резултати користитиће се за изградње инфраструктуре и нових лабораторија. Захваљујући пројекату установљени су 921 места за практичне вежбе. 
Универзитет има међународни цертификат квалитета образовања ECTS и CDIO Label, као што се види по програму образовања у свим смеровима. Главни циљ је увеличивање способности и формирање основног професионалног знања студената. 
Такође драгоцено искуство за Технички универзитет у Гдањску је учество у међународном конзорцијуму CDIO. Његови чланови користе за обуку специјалиста формулу "разумети - осмислити - испунити - радити" (Conceive — Design — Implement — Operate).

## Организација и управљање
- Ректор
- Сенат
- Комисије
- Савет.

Управљање:
- Функцију ректора Техничког Универзитета обавља професор доктор техничких наука Хенрик Кравчик, редовни професор ТУ;
- Функцију проректора за науку обавља професор доктор наука Јузеф Сенкевич, редовни професор ТУ;
- Функцију проректора за наставу обавља професор доктор техничких наука Марек Ђида, ванредни професот ТУ;
- Функцију проректора за развој и квалитет обавља професор доктор наука Казимеш Јакубијук, редовни професор ТУ;
- Функцију проректора за сарадње и иновације обавља професор доктор техничких наука Јацек Мокиња;
- Имовином ТУ управља мастер Марек Тлок.[14]

## Делатности

### Међународна сарадња
У последних неколико година Технички универзитет у Гдањску посвећује велику пажњу Међународној сарадњи, која се постепено развија. Студенти и особље учествују у бројним међународним образовним програмима и стварају међународне мреже са партнерскими универзитетима. Тренутно универзитет остварује 402 међуодељенске споразуме у програму Erasmus Mundus и 77 споразума о општој билатералној сарадњи.
Технички Универзитет у Гдањску координира и учествује у пројектима као што су: LLP Intensive Programme, Erasmus Mundus, Jean Monnet, CEEPUS, TEMPUS, Леонардо да Винчи. Универзитет је један од оснивача и учесник Baltic Sea Region University Network (BSRUN) - мрежа уједињује универзитета у Пољској, Белорусији, Естонији, Финској, Летонији, Литванији и Русији. 
Број страних студената из целог света у Техничком универзитету у Гдањску се повећава сваке године, захваљујући савременим лабораторијама, великом интелектуалном потенцијалу, широком спектру истраживачких група и студентских организација, што пружа идеални услови за размену искустава

### Истраживања
За неколико година у Техничком универзитету у Гдањску се повећава број пројеката спроведених у сарадњи са агенцијама за финансирање истраживања што су Национални центар науке, Национални истраживачки и развојни центар, Пољска научна фондација. Међу њима има пројеката високог тиража у оквиру програма Маеstro, Програм примењених истраживања, LIDER, INNOTECH, као и нови програм Graf-TECH. 
Осим тога, у Универзитету се спроводи пројекат за изузетне студенте, такозвани "Дијамантски" Грант.
Технички универзитет у гдањску такође има успеха у тражењу новца из иностраних институција, на пример - учествује у реализацији престижног гранта, који финансирује 7. програм (7. Рабочной Программы ЕС в рамках IDEAS), који се може упоредити са Нобелове награде. 
Универзитет такође спроводи 26 пројеката у међународним истраживачким програмима. 
Тренутно 300 проналазака су спремни за експлоатацију. 
У току је 200 научно-истраживачких и развојних пројеката са домаћим и иностраним изворима финансирања.
Током 3 године Технички универзитет је потписао уговоре са 700 компанијама. 

### Сарадња са привредом и трансфер технологије
Тренутно Технички универзитет у Гдањску спроводи бројна истраживања и развија иновативне пројекте. Оне имају за циљ увођење технологија, која су финансиране од стране државе. Многи од ових пројеката су финансирани средствима оперативног програма "Иновативна економија". 
Радници Техничког универзитета у Гдањску стално запошљавају познате фирме, као што су: INTEL Technology Poland, Samsung Electronics Polska, IBM Polska, Young Digital Planet, Blue Services, TechnoService, Datera, Learnetics, IVO Software, FIDO Intelligence, GE Hitachi Nuclear Energy International, PGE Górnictwo i Energetyka Konwencjonalna , KGHM Polska Miedź, LOTOS Asfalt , PKN Orlen, Schlumberger LTD, Deep Ocean Technology, BioLab Innovative Research Technologies, BLIRT SA, Kruszwica.